# Transitaire
Un transitaire est une personne ou une entreprise mandatée par l'expéditeur ou le destinataire d'une marchandise qui doit subir plusieurs transports successifs. Sa mission est d'organiser la liaison entre les différents transporteurs et d'assurer ainsi la continuité du transport, ainsi que toutes les opérations administratives connexes s'y rapportant : réglementation douanière, gestion administrative, et financière, du personnel, commerciale, des assurances, des litiges, des crédits documentaires, et de la représentation fiscale, etc.
Le terme anglais équivalent du transitaire est « freight forwarder ». Par extension, l'activité en elle-même est donc désignée par l'expression « freight forwarding ». Mais dans certains pays francophones comme le Maroc l'expression de « freight forwarding » reste utilisée de façon différente de celle de transitaire.
Personne morale de droit privé, le transitaire a pour objectif, notamment, la réalisation pour un tiers des formalités de passage de marchandises ou d'effets personnels d'un territoire douanier à un autre. Il peut revêtir différents statuts : celui de transitaire mandataire s'il est lié à son client par un contrat de mandat, et celui de transitaire commissionnaire s'il est lié par un contrat de commission.
Certains transitaires ne prennent en charge que les expéditions nationales. Les transitaires internationaux, eux, ont des compétences supplémentaires leur permettant de réaliser la préparation des documents import-export et le dédouanement des marchandises.

## La constitution des documents export
Lors d'un envoi international de marchandises, le transitaire constitue un dossier comprenant l'ensemble des documents export. Les documents exports, présentés à la douane dans le pays d'arrivée, sont les suivants :
- Le connaissement ou le House Bill of Lading (pour le trafic maritime), la lettre de transport aérien ou Air Way bill (pour le trafic aérien)
- La « packing list » ou la liste de colisage
- La facture commerciale
- Le certificat d'origine de la marchandise
- Les licences (si nécessaire)